# Quirós
Quirós – gmina w Hiszpanii, w prowincji Asturia, w Asturii, o powierzchni 206,53 km². W 2011 roku gmina liczyła 1294 mieszkańców.